# Olešnice (Hradec Králové)
Olešnice é uma comuna checa localizada na região de Hradec Králové, distrito de Hradec Králové‎.